# ラスパ西大和
ラスパ西大和（ラスパにしやまと）は、奈良県北葛城郡上牧町に所在し、ユニー株式会社が設置するショッピングセンターである。

## 概要

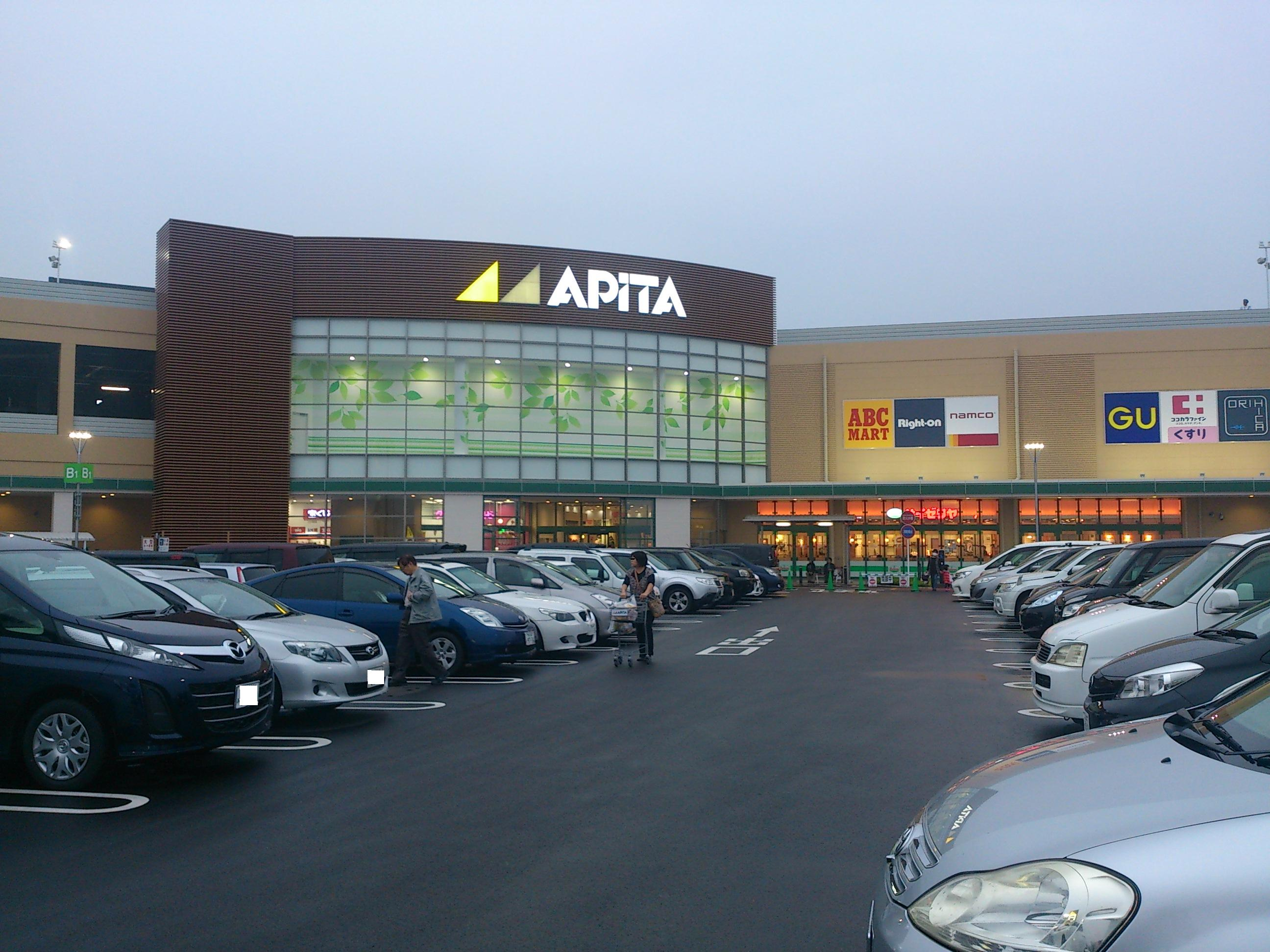
アピタ西大和店時代の外観

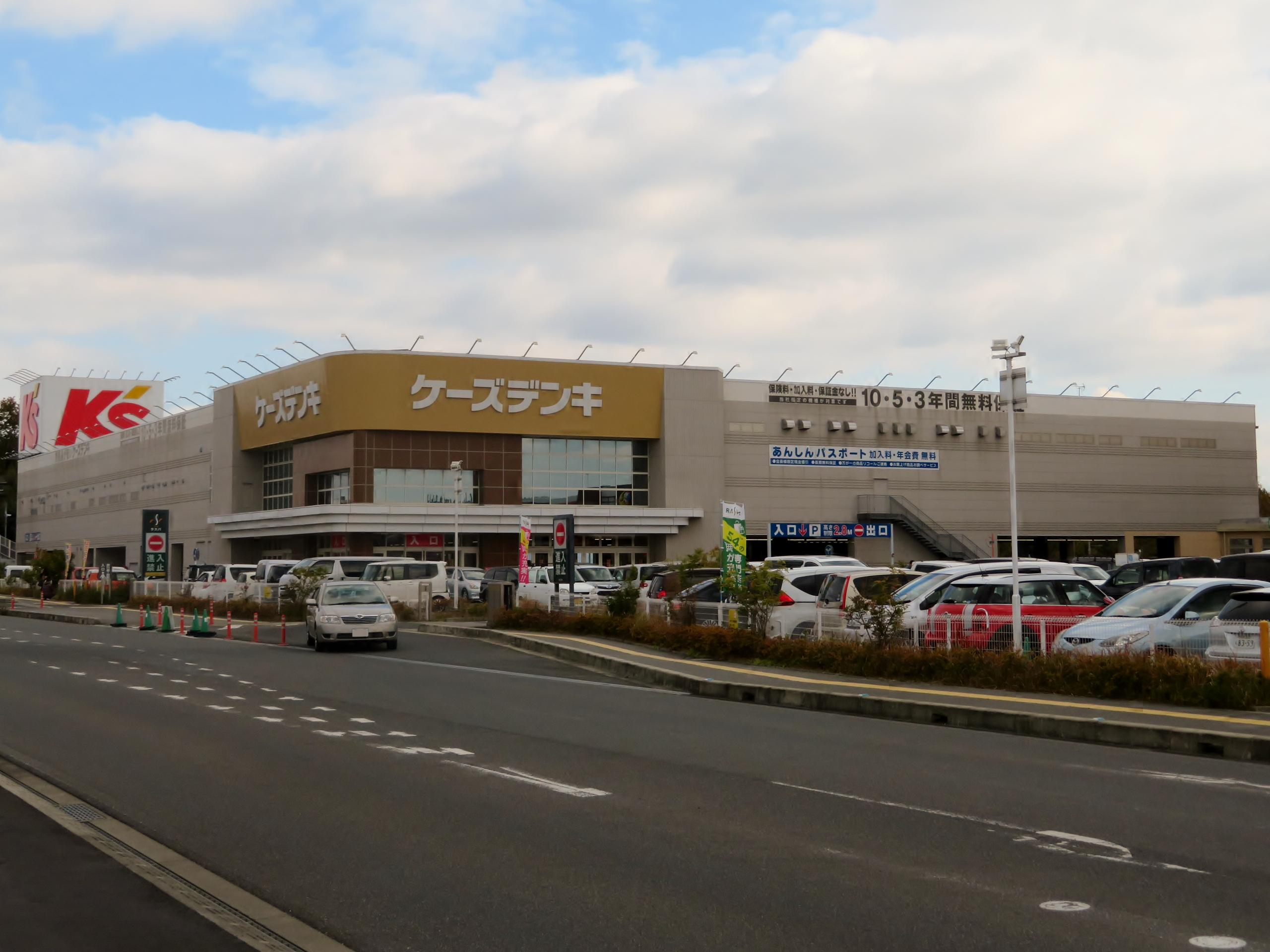
ケーズデンキ西大和店

2013年（平成25年）9月、ユニーと村本建設の関連会社「ツーワン」が計画した、「上牧三軒屋地区開発プロジェクト」の商業エリアに出店したショッピングセンターであり、上牧町内最大級の商業施設。町の中央部に位置する丘陵地帯を開拓している。
同年12月には住宅ゾーン（一戸建169戸）の整備も完了し、商業と住宅が一体化した新たな街が誕生した。当初はラスパを称さず「アピタ西大和店」としてオープンし、『暮らしに。この街に。新しい毎日を』をストアコンセプトとしていた。日本最西端のアピタ・ピアゴであったが、ピアゴ上地店の閉店以降は最南端のアピタ・ピアゴともなっていた。なお現在も日本最西端のユニーの店舗となっている。
先立つ、2012年（平成24年）3月30日に「（仮称）アピタ上牧店」として、奈良県に大規模小売店舗立地法の届出がなされている。ショッピングセンター誘致にあたっては、同年12月から上牧町が発注者となり、「町道米山新町線」の道路改良工事・延長が行われ、翌年2月から本格的に建設が着工された。
同ショッピングセンターは、鉄骨造2階建ての本棟とケーズデンキ棟で構成されており、ケーズデンキ棟はピロティ構造で2階が店舗となっている。
本棟2階には上牧町役場の出張所である「ささゆりルーム」が配置されたほか、ユニーが運営受託したスウェーデンの低価格雑貨店「ラガハウス」の日本第1号店が開業時のアピタ1階に配置されたが、現在は閉店している。
開業と共にオープンしたユニー直営のホームセンターで、1階東側にあった副核店舗「ユーホーム西大和店」が2016年（平成28年）7月17日に閉店している。跡地はアピタ西大和店のテナント増床部分として「ニトリ」が誘致され、同年9月30日に改装開店している。
核店舗だったアピタ西大和店は、ドン・キホーテとユニーのダブルネーム店舗への転換のため、2019年（令和元年）9月1日をもって閉店した。また、改装工事期間中も、一部専門店は引き続き営業していた。同年11月26日にUDリテールが運営する「MEGAドン・キホーテUNY西大和店」を核店舗に再開業し、モール型商業施設全体の名称を「ラスパ西大和」とした。

### MEGAドン・キホーテUNY西大和店
- 屋上駐車場
- 2階：衣料品
- 1階：フードマーケット・暮らしの品

#### 主な専門店
1階
- ニトリ
- カメラのキタムラ
- ココカラファイン
- ヴィレッジヴァンガード
- カルディコーヒーファーム
- ATM
  - JAならけん

2階
- ABCマート
- ジーユー
- ライトオン
- JINS
- auショップ
- ソフトバンクショップ

### ケーズデンキ棟
- ケーズデンキ（2階）
  - 同店駐車場 （1階）

## 交通
- 王寺駅・五位堂駅より奈良交通バス「ラスパ西大和」または「上牧町文化センター」下車徒歩7分[2]